# Ubungo
Ubungo è uno dei cinque distretti (district) della città di Dar es Salaam. 
Ubungo è sede di un'importante stazione di pullman che collegano Dar alla maggior parte delle grandi aree urbane, incluse Arusha, Moshi, Morogoro, Dodoma, Mbeya, Iringa, Mtwara, Lindi, Singida, Tanga e Mwanza. Alcune linee di pullman svolgono servizio internazionale e collegano Dar a Nairobi (Kenya), Lilongwe (Malawi), Lusaka (Zambia) e altre città dell'Africa orientale.